# Newag Dragon

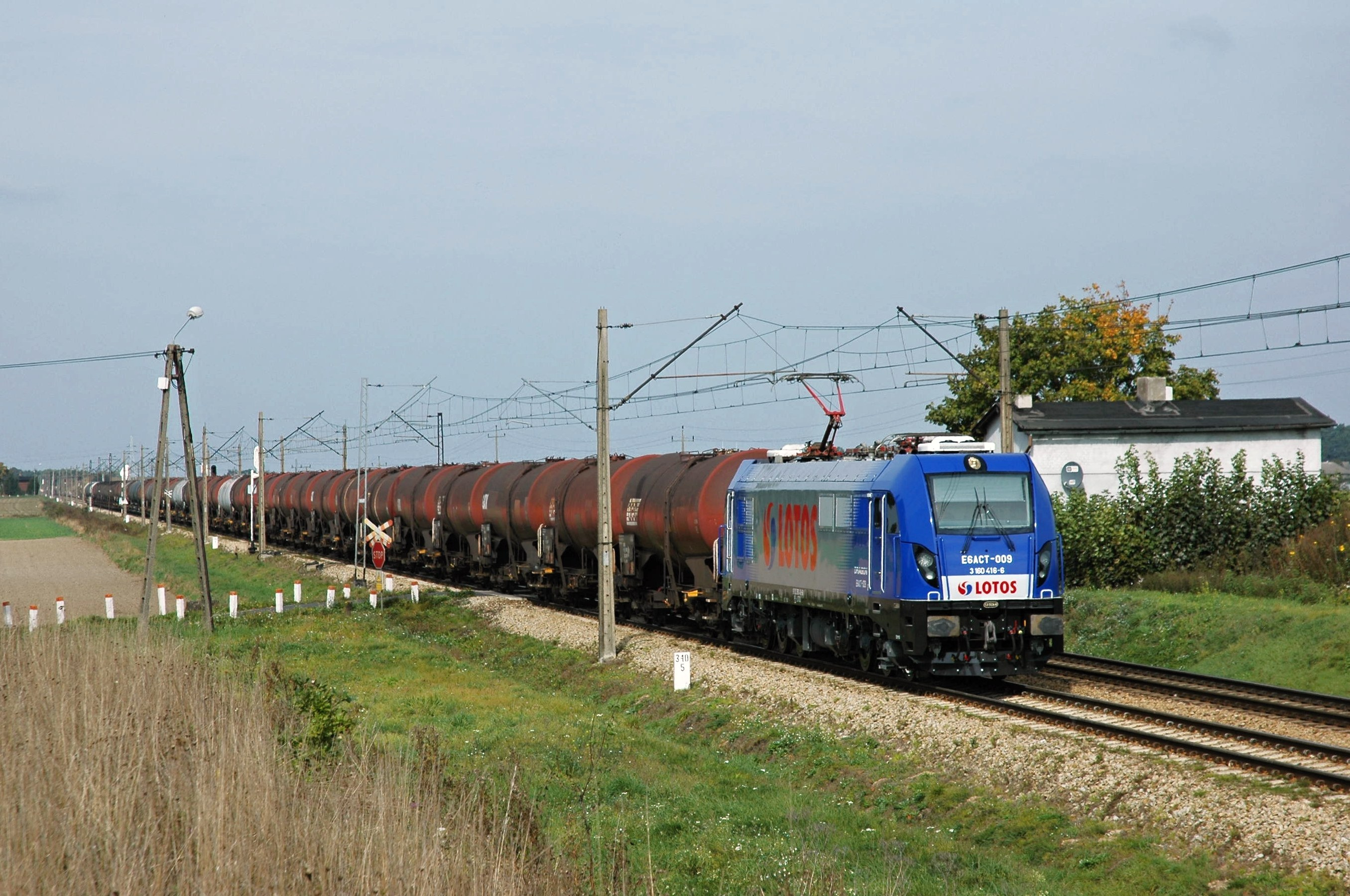
Nákladní vlak společnosti Lotos Kolej v čele se strojem E6ACT-009 uhání po Uhelné magistrále

Newag Dragon je rodina šestinápravových lokomotiv polského výrobce Newag vyráběných od roku 2009. Z nabízených modifikací jsou v roce 2015 v provozu zatím pouze elektrické stejnosměrné lokomotivy.

## Historie

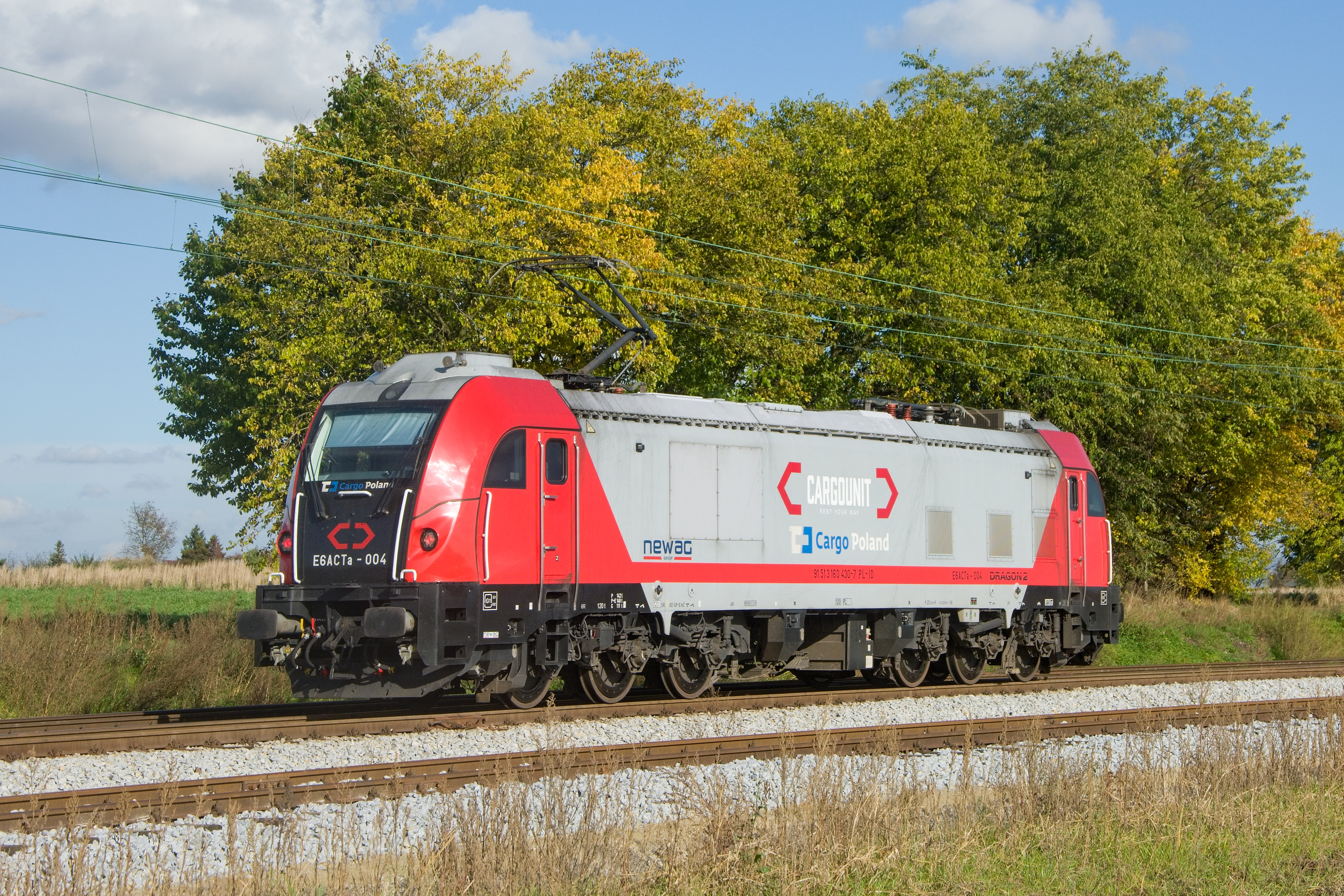
Lokomotiva E6ACTa-004 Cargounit provozovaná dopravcem CD Cargo Poland

Lokomotiva vznikla jako společný projekt opravce lokomotivy Zakłady Naprawcze Lokomotyw Elektrycznych (ZNLE) (pozdější Newag Gliwice) ve spolupráci s Instytutem Elektrotechniki Warszawa a projekční kanceláří EC Engineering. Lokomotiva vznikla jako odpověď na specifické polské podmínky, kde dopravci preferují těžké vlaky, pro které je šestinápravová lokomotiva vhodnější než v západní Evropě běžnější čtyřnápravové lokomotivy (např. Siemens EuroSprinter či Bombardier TRAXX).
Prototypový stroj typu E6ACT byl veřejnosti představen na gdaňském veletrhu Trako v říjnu 2009. Lokomotiva byla v Polsku schválena 30. prosince 2010 a 14. ledna 2011 zahájila zkušební provoz u dopravce STK.
Během veletrhu Trako v roce 2011 byl podepsán kontrakt na dodávku čtyř kusů lokomotiv E6ACT pro dopravce STK. První kus převzal STK v roce 2012 a jednalo se o prototypový stroj E6ACT-001, který byl již v STK dříve provozován. Zbývající tři kusy (E6ACT-002 až 004) byly předány v zimě 2014. Na veletrhu InnoTrans 2012 podepsal Lotos Kolej smlouvu na dodávku pěti kusů téhož typu (E6ACT-005 až 009), které byly dodány v průběhu roku 2014.
Další objednávka pak přišla v únoru 2015 od společnosti Freightliner PL, který si ve formě leasingu pořídí pět lokomotiv typu E6DCF-DP vybavené pomocným spalovacím motorem. Termínem dodání je rok 2016.

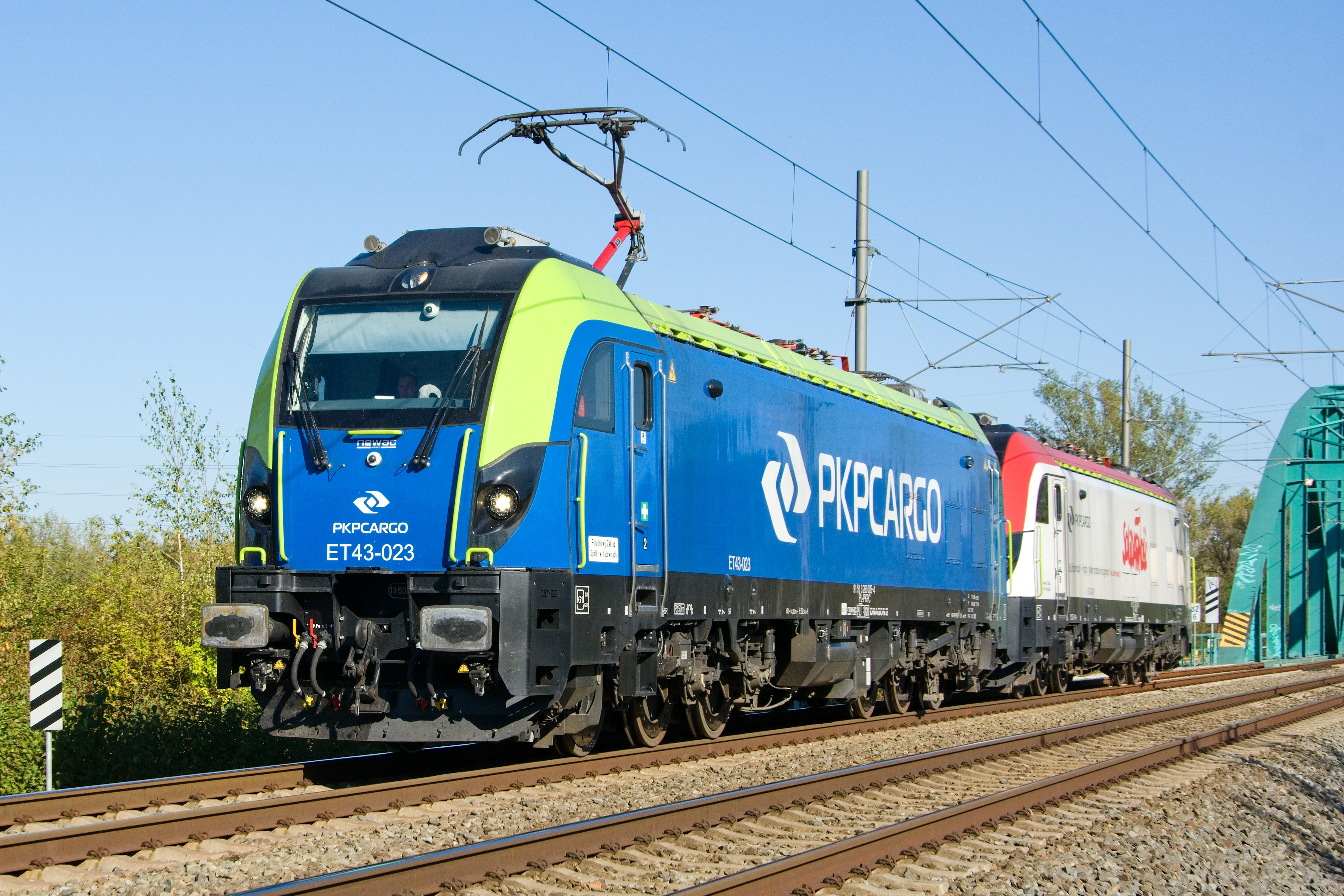
Dvousystémové lokomotivy ET43-023 a ET43-001

Později začal výrobce nabízet i lokomotivy označené jako Dragon 2, které již splňují požadavky TSI. Ty byly dodávány jak ve stejnosměrné verzi, tak také v dvousystémové verzi  (3 kV DC a 25 kV 50 Hz AC). První dvousystémová lokomotivy určená pro PKP Cargo, která dostala označení ET43, začala být testována v roce 2020. Stroje z 24kusové série řady ET43 pro PKP Cargo zahájily provoz v roce 2023 na železničních tratích v Polsku, Česku a Slovensku. Další lokomotivy stejného typu si objednal pool Akiem. První stroje Akiemu s označením E6MST začal provozovat v roce 2025 dopravce Lokorail.

## Technické provedení

### Nabízené verze
Výrobce nabízí tyto lokomotivy ve třech elektrických verzích (DC - stejnosměrná 3 kV DC; AC - dvoufrekvenční 15 kV 16,7 Hz AC + 25 kV 50 Hz AC; MS - vícesystémová 3 kV DC + 15 kV 16,7 Hz AC + 25 kV 50 Hz AC) o výkonu cca 5 MW, dále pak je nabízena dieselová verze s výkonem 2,3 MW. Elektrické lokomotivy pak mohou být na přání zákazníka vybaveny také pomocným spalovacím motorem (verze Dual Power) nebo mohou mít rozjezdovou tažnou sílu zvýšenu ze standardních 374 kN na 450 kN (verze MaxLoad).

### Technické parametry
Lokomotiva Dragon E6ACT je šestinápravová elektrická lokomotiva s uspořádáním pojezdu Co’Co’ určená pro provoz na tratích elektrizovaných systémem 3 kV DC. Maximální rychlost lokomotivy je 120 km/h (i když konstrukčně vyhovuje pro rychlost 140 km/h), celková hmotnost činí v závislosti na vybavení 110 až 120 tun. Lokomotiva vybavena trakční výzbroji na bázi IGBT a její pohon zajišťuje šestice trakčních motorů s celkovým trvalým výkonem 4980 kW. Výkonové parametry umožňují lokomotivě táhnout vlak o hmotnosti až 3200 tun na trati bez stoupání až rychlostí 115 km/h. Typ E6DCF-DP má podobné parametry jako E6ACT, ale je navíc vybaven pomocným spalovacím motorem o 540 kW.